# John Dalrymple, 14. Earl of Stair
John David James Dalrymple, 14. Earl of Stair (* 4. September 1961) ist ein britischer Peer und Politiker sowie Mitglied des House of Lords.

## Leben
Stair ist das älteste Kind von John Dalrymple, 13. Earl of Stair, aus dessen Ehe mit Davina Katherine Bowes-Lyon. Seine Mutter war eine Nichte der verstorbenen „Queen Mum“, Elizabeth Bowes-Lyon. Er ist dadurch entfernt mit der britischen Königsfamilie verwandt und ein Neffe zweiten Grades der Königin Elisabeth II.
Er besuchte die Harrow School und die Royal Military Academy Sandhurst.
Nach dem Tod seines Vaters 1996 fielen Stair die Titel seines Vaters als 14. Earl of Stair sowie der damals mit diesen verbundene Sitz im House of Lords zu. Durch den House of Lords Act 1999 verlor er seinen Parlamentssitz. Bei der darauffolgenden Wahl unter den Erbadeligen um einen der 90 verbleibenden Sitze im House of Lords kandidierte er erfolglos. Erst bei der Nachwahl um den Sitz der verstorbenen Davina Ingrams, 18. Baroness Darcy de Knayth, wurde er schließlich 2008 wieder in das House of Lords gewählt. Im House of Lords gehört er der Fraktion der Crossbencher an.

## Ehe und Nachkommen
Stair ist seit 2006 mit Hon. Emily Mary Julia Stonor (* 1969), Tochter von Ralph Stonor, 7. Baron Camoys und Elizabeth Mary Hyde Parker verheiratet. Mit ihr hat er zwei Kinder:
- John James Thomas Dalrymple, Viscount Dalrymple (* 2008);
- Lady Elizabeth Alice Mary Dalrymple (* 2012).